# بیست و سومین مراسم گلدن گلوب
۲۳مین مراسم گلدن گلوب برای ارج نهادن به بهترین فیلم و شوی تلویزیونی سال ۱۹۶۵ در تاریخ ۲۸ فوریه سال ۱۹۶۶ برگزار شد
عمر شریف و جولی اندروز دومین بار است که گوی زرین را برنده می‌شوند. دیوید لین نیز سابقه برنده شدن بهترین کارگردانی گلدن گلوب را دارد.

## برندگان و نامزدها

### فیلم سینمایی

#### جایزه گلدن گلوب بهترین فیلم – درام
دکتر ژیواگو
- گردآورنده
- پرواز ققنوس
- تکه‌ای آبی
- کشتی احمق‌ها

#### جایزه گلدن گلوب بهترین فیلم – موزیکال یا کمدی
اشک‌ها و لبخندها
- کت بالو
- مسابقه بزرگ
- مردان پرابهت در طیاره‌های پرسرعت
- هزاران دلقک

#### جایزه گلدن گلوب بهترین بازیگر مرد – فیلم درام
عمر شریف - دکتر ژیواگو
- رکس هریسون - رنج و سرمستی
- سیدنی پوآتیه - تکه‌ای آبی
- راد استایگر - گروبردار
- اسکار ورنر - کشتی احمق‌ها

#### جایزه گلدن گلوب بهترین بازیگر زن – فیلم درام
سامانتا اگار - گردآورنده
- جولی کریستی - عزیز
- الیزابت هارتمن - تکه‌ای آبی
- سیمون سینیوره - کشتی احمق‌ها
- مگی اسمیت - اتلو

#### جایزه گلدن گلوب بهترین بازیگر مرد – فیلم موزیکال یا کمدی
لی ماروین - کت بالو
- جک لمون - مسابقه بزرگ
- جری لوئیس - بوئینگ بوئینگ
- جیسون روباردز - هزاران دلقک
- آلبرتو سوردی - مردان پرابهت در طیاره‌های پرسرعت

#### جایزه گلدن گلوب بهترین بازیگر زن – فیلم موزیکال یا کمدی
جولی اندروز – اشک‌ها و لبخندها
- جین فوندا – کت بالو
- باربارا هریس – هزاران دلقک
- ریتا تاشینگهم – مهارت …و نحوه به دست آوردنش
- ناتالی وود – درون دیزی کلاور

#### جایزه گلدن گلوب بهترین بازیگر نقش مکمل مرد
اسکار ورنر - جاسوسی که از سردسیر آمد
- رد باتنز - هارلو
- فرانک فینلی - اتلو
- هاردی کروگر - پرواز ققنوس
- تلی ساوالاس - نبرد تانک‌ها

#### جایزه گلدن گلوب بهترین بازیگر نقش مکمل زن
روث گوردون - درون دیزی کلاور
- جون بلوندل - بچه سینسیناتی
- جویس ردمن - اتلو
- تلما ریتر - بوئینگ بوئینگ
- پگی وود - اشک‌ها و لبخندها

#### جایزه گلدن گلوب بهترین کارگردانی
دیوید لین - دکتر ژیواگو
- گای گرین - تکه‌ای آبی
- جان شلزینجر - عزیز
- رابرت وایز - اشک‌ها و لبخندها
- ویلیام وایلر - گردآورنده

#### جایزه گلدن گلوب بهترین فیلم‌نامه
دکتر ژیواگو − رابرت بولت
- رنج و سرمستی − فیلیپ دان
- گردآورنده − John Kohn و Stanley Mann
- تکه‌ای آبی − گای گرین
- The Slender Thread − استرلینگ سیلیفنت

#### جایزه گلدن گلوب بهترین فیلم غیر انگلیسی‌زبان
عزیز
- مهارت …و نحوه به دست آوردنش
- پسران چرم‌پوش
- Ninety Degrees in the Shade
- اتلو

جولیتای ارواح, ایتالیا
- Always Further On (Tarahumara, cada vez más lejos)|, مکزیک
- دایره عشق, فرانسه
- ریش‌قرمز, ژاپن
- چترهای شربورگ, فرانسه

#### جایزه گلدن گلوب بهترین موسیقی
"دکتر ژیواگو" - موریس ژار
- "نبرد تانک‌ها" - بنجامین فرانکل
- "مسابقه بزرگ" - هنری مانچینی
- "مرغ دریایی" - جانی مندل
- "رولز-رویس زرد" -ریتز اورتولانی

#### جایزه گلدن گلوب بهترین ترانه غیراقتباسی
"Forget Domani" - رولز-رویس زرد
- "Ballad of Cat Ballou" - کت بالو
- "The Shadow of Your Smile" - مرغ دریایی
- "The Sweetheart Tree" - مسابقه بزرگ
- "That Funny Feeling" - That Funny Feeling

### مجموعه تلویزیونی

#### جایزه گلدن گلوب بهترین مجموعه تلویزیونی – درام
The Man from U.N.C.L.E.
- Frank Sinatra: A Man and His Music
- Get Smart
- I Spy
- My Name is Barbra

#### جایزه گلدن گلوب بهترین بازیگر مرد – مجموعه تلویزیونی درام
دیوید جانسن - فراری
- دان آدامز - Get Smart
- بن گازارا - Run for Your Life
- دیوید مک‌کالوم - The Man from U.N.C.L.E.
- رابرت وان - The Man from U.N.C.L.E.

#### جایزه گلدن گلوب بهترین بازیگر زن – مجموعه تلویزیونی درام
ان فرانسیس - Honey West
- پتی دوک - The Patty Duke Show
- میا فارو - پیتون پلیس
- دوروتی مالون - پیتون پلیس
- باربارا استانویک - The Big Valley

## Award breakdown

### فیلم سینمایی
Winners (minimum 1 win)
- ۵ / ۵ دکتر ژیواگو: Best Actor and Film - Drama, Best Director, Best Original Score & Best Screenplay
- ۲ / ۴ اشک‌ها و لبخندها: Best Actress and Film - Musical or Comedy
- ۱ / ۱ جاسوسی که از سردسیر آمد: Best Supporting Actor
- ۱ / ۲ درون دیزی کلاور: Best Supporting Actress
- ۱ / ۲ رولز-رویس زرد: Best Original Song
- ۱ / ۴ کت بالو: Best Actor - Musical or Comedy
- ۱ / ۴ گردآورنده: Best Actress - Drama

Nominees (minimum 2 nominations)
- ۰ / ۲ بوئینگ بوئینگ
- ۰ / ۲ مهارت …و نحوه به دست آوردنش
- ۰ / ۳ مردان پرابهت در طیاره‌های پرسرعت
- ۰ / ۳ هزاران دلقک
- ۰ / ۴ مسابقه بزرگ
- ۰ / ۴ اتلو